# Liste der Kreisstraßen im Rhein-Sieg-Kreis
Die Liste der Kreisstraßen im Rhein-Sieg-Kreis ist eine Auflistung der Kreisstraßen im Rhein-Sieg-Kreis, Nordrhein-Westfalen.

## Abkürzungen
- K: Kreisstraße
- L: Landesstraße

## Liste
Die Kreisstraßen behalten die ihnen zugewiesene Nummer innerhalb von Nordrhein-Westfalen auch bei einem Wechsel in einen anderen Kreis oder in eine kreisfreie Stadt. Nicht vorhandene bzw. nicht nachgewiesene Kreisstraßen werden in Kursivdruck gekennzeichnet, ebenso Straßen und Straßenabschnitte, die unabhängig vom Grund (Herabstufung zu einer Gemeindestraße oder Höherstufung) keine Kreisstraßen mehr sind.
Der Straßenverlauf wird in der Regel von Nord nach Süd und von West nach Ost angegeben.
| Nr.   | Verlauf | Anmerkungen                       |
| ----- | --- | --------------------------------- |
| K 2n  | L 143 in Menden – Mülldorf (– Abzweig zur (südliche Strecke)) – (nördliche Strecke) – L 143 in Niederpleis                                                                                              |                                   |
| K 3n  | (K 3 im Kreis Euskirchen) – Kreisgrenze – L 182 – K 6 – Straßfeld – Kreisgrenze – (K 3 im Kreis Euskirchen)                                                                                             |                                   |
| K 4n  | L 268 in Oberdollendorf – L 193 in Niederdollendorf | 1981–83 südlicher Teil neugebaut. |
| K 5n  | L 183 in Bornheim – Alfter – L 113 – K 12N – Kreisgrenze im Kreisverkehr – (K 5 in Bonn) |                                   |
| K 6n  | L 268 in Dahlhausen – Hanf – K 38 – Broich – L 330 – Eudenbach – Wülscheid – Orscheid – L 143 in Himberg                                                                                                |                                   |
| K 7n  | /L 333 – Mauel – K 23 – Saal – Leuscheid – L 147/L 312 |                                   |
| K 8n  | in Hangelar – Birlinghoven – Kreisgrenze am westlichen Straßenrand – Kreisgrenze – (K 8 in Bonn) |                                   |
| K 9n  | (K 9 im Kreis Euskirchen) – Kreisgrenze – Ollheim – K 61 – L 163 in Dünstekoven |                                   |
| K 10n | L 84 in Altenrath – K 20 |                                   |
| K 11n | L 360 – L 312 – Bövingen – Hevinghausen – Eigen – L 318 in Weißenportz – Eich – K 16 in Seelscheid |                                   |
| K 12n | (K 12 in Bonn) – Kreisgrenze – K 12N – L 113 – Oedekoven – Impekoven – /L 113 in Nettekoven |                                   |
| K 12n | L 183 – Kreisgrenze am östlichen Straßenrand – K 5 – Kreisgrenze im Kreisverkehr – (K 12n in Bonn) – Kreisgrenze – L 113 in Oedekoven                                                                   |                                   |
| K 13n | – Inger – Albach – in Heide bei Lohmar |                                   |
| K 14n | (K 14 in Bonn) – Kreisgrenze – Ließem – Gimmersdorf – K 57 – L 123 in Berkum |                                   |
| K 16n | in Neuhonrath – Grünenborn – K 34 – Ingersauel – K 11 – in Seelscheid – L 189 in Hausermühle |                                   |
| K 17n | – Winterscheid – Holenfeld – L 86 |                                   |
| K 18n | L 333 in Alzenbach – Bitze – Käsberg – Obenroth – Hove – Keuenhof – L 86 in Mühleip |                                   |
| K 19n | in Bierth – Adscheid – Stein bei Blankenberg – K 39 – L 333 – Stadt Blankenberg – Hof bei Blankenberg – Süchterscheid – L 268 – Fernegierscheid – Kraheck – Eichholz – Landesgrenze – (Rheinland-Pfalz) |                                   |
| K 20n | (K 20 in Köln) – Kreisgrenze – Troisdorf Nord – K 10 – in Lohmar |                                   |
| K 21n | (K 21 im Kreis Euskirchen) – Kreisgrenze – – Kreisgrenze – (K 21 im Kreis Euskirchen) – Kreisgrenze – L 11 in Odendorf                                                                                  |                                   |
| K 22n | (K 22 in Köln) – Kreisgrenze – Lülsdorf – L 82 – Ranzel – Weilerhof – Weilerhofer See – Kreisgrenze – (K 22 in Köln)                                                                                    |                                   |
| K 23n | L 333 in Dattenfeld – Dreisel – Helpenstell – K 7 – Roth bei Rosbach – Obernau bei Rosbach – Hundhausen – L 312 in Imhausen                                                                             |                                   |
| K 24n | (K 24 in Köln) – Kreisgrenze – L 269 – Uckendorf – K 29 in Kriegsdorf |                                   |
| K 25n | (K 8 in Bonn) – L 490 – Vinxel – L 268 | 1972/73 gebaut.                   |
| K 26n | L 143/L 247 in Rottbitze – Landesgrenze – (K 26 im Landkreis Neuwied, Rheinland-Pfalz) |                                   |
| K 27n | L 333 in Harmonie – Schiefen – Blumenhof – Josefshöhe – Irlenborn – Hausen bei Eitorf – Lindscheid – Landesgrenze schließlich am südwestlichen Straßenrand – L 86                                       |                                   |
| K 28n | Rheinfähre – Lohfeld bei Bad Honnef – Landesgrenze – (K 23 im Landkreis Neuwied, Rheinland-Pfalz) |                                   |
| K 29n | L 269 in Spich – Kriegsdorf – K 24 – Sieglar – L 332 – Friedrich-Wilhelms-Hütte – L 143 |                                   |
| K 30n | L 247 – Landesgrenze – (K 28 im Landkreis Neuwied, Rheinland-Pfalz) |                                   |
| K 31n | L 312 in Marienfeld – K 35 – L 350 in Alefeld |                                   |
| K 32n | in Rosbach – Langenberg bei Rosbach – Öttershagen – Kohlberg – L 333 – Kreisgrenze – (K 32 im Oberbergischen Kreis)                                                                                     |                                   |
| K 33n | L 190 in Sechtem – L 183 – Merten – Rösberg – Kreisgrenze – (K 33 im Kreis Euskirchen) |                                   |
| K 34n | (K 34 im Rheinisch-Bergischen Kreis) – Kreisgrenze – Kern – Holl – K 16 – Höffen – Mailahn – Weeg – Hausdorp – Hausen bei Lohmar – in Kreuznaaf                                                         |                                   |
| K 35n | (K 35 im Oberbergischen Kreis) – Kreisgrenze – Hündekausen – Oberdreisbach – Niederdreisbach – K 31 in Marienfeld                                                                                       |                                   |
| K 36n | /L 352 – Müschmühle – Lauthausen – Oberauel – L 333 in Stein bei Blankenberg |                                   |
| K 37n | – Eichen – Ellhausen – Kreuzhäuschen – Breidt – in Krahwinkel |                                   |
| K 38n | K 6 in Hanf – Halmshanf – Landesgrenze – (K 55 im Landkreis Neuwied, Rheinland-Pfalz) |                                   |
| K 39n | (K 39 im Rheinisch-Bergischen Kreis) – Kreisgrenze – Kreisgrenze am nordöstlichen Straßenrand – K 49 – Muchensiefen – L 84 – Schiffarth – in Wahlscheid                                                 |                                   |
| K 40n | L 143 in Dambroich – Rott – L 331 in Söven |                                   |
| K 41n | L 183 in Walberberg – Kreisgrenze – (K 41 im Rhein-Erft-Kreis) |                                   |
| K 42n | L 190 in Sechtem – L 183 in Bornheim |                                   |
| K 45n | L 158 in Villip – K 57 – Holzem – L 123 |                                   |
| K 46n | L 360 – Gerlinghausen – Gibbinghausen – /L 189 – L 312 in Much |                                   |
| K 48n | L 492 – Landesgrenze – (L 31 im Landkreis Ahrweiler, Rheinland-Pfalz) |                                   |
| K 49n | K 39 – Kreisgrenze – (K 49 im Rheinisch-Bergischen Kreis) – Kreisgrenze – Oberschönrath – Kleinhecken – Wickuhl – L 84 – Honrath – Stumpf – Birken – in Wahlscheid                                      |                                   |
| K 50n | L 352 in Birkenfeld – Hasenbach – Hermerath – in Büchel |                                   |
| K 51n | (K 51 im Kreis Euskirchen) – Kreisgrenze – L 493 in Rheinbach |                                   |
| K 52n | K 61 in Miel – L 493 in Morenhoven |                                   |
| K 53n | L 113 – K 54 – Lüftelberg – L 158/L 261 in Meckenheim |                                   |
| K 54n | Bahnhof Kottenforst – K 53 in Lüftelberg |                                   |
| K 55n | (K 55 im Oberbergischen Kreis) – Kreisgrenze – L 312 – Ruppichteroth – Roth bei Rossel – Rossel – L 333 in Wilberhofen                                                                                  |                                   |
| K 56n | L 113/L 210 in Kurtenberg – Berscheid – L 492 in Todenfeld |                                   |
| K 57n | L 267 in Villip – K 45 – K 58 – Gimmersdorf – K 14 – L 123 in Kürrighoven |                                   |
| K 58n | L 158 – Villip – K 57 – Berkum – L 123 – Werthhoven – K 59 – Landesgrenze – (K 48 im Landkreis Ahrweiler, Rheinland-Pfalz)                                                                              |                                   |
| K 59n | K 58 – Landesgrenze – (K 40 im Landkreis Ahrweiler, Rheinland-Pfalz) |                                   |
| K 60n | (K 60 im Rhein-Erft-Kreis) – Kreisgrenze – L 190 in Sechtem |                                   |
| K 61n | L 163 in Heimerzheim – K 3 – Ollheim – K 9 – K 67 – – Miel – K 52 – Niederdrees – in Oberdrees |                                   |
| K 62n | L 163 in Meckenheim – L 471 in Wormersdorf |                                   |
| K 63n | (K 29 im Landkreis Ahrweiler, Rheinland-Pfalz) – Landesgrenze – L 267 in Fritzdorf |                                   |
| K 64n | L 123 in Adendorf – Landesgrenze – (K 36 im Landkreis Ahrweiler, Rheinland-Pfalz) |                                   |
| K 65n | in Oberdrees – Peppenhoven – L 493 – L 113 in Ramershoven |                                   |
| K 67n | K 61 in Ollheim – in Ludendorf |                                   |